# جيف ألتمان
جيف ألتمان (بالإنجليزية: Jeff Altman)‏ هو ممثل أمريكي، ولد في 13 أغسطس 1951 في سيراكيوز في الولايات المتحدة.

## أعمال

### أفلام
- (2001) عطلة في الشمس

## وصلات خارجية
- جيف ألتمان على موقع IMDb (الإنجليزية)
- جيف ألتمان على موقع ميوزك برينز (الإنجليزية)
- جيف ألتمان على موقع أول موفي (الإنجليزية)
- جيف ألتمان على موقع إن إن دي بي (الإنجليزية)
- جيف ألتمان على موقع قاعدة بيانات الفيلم (الإنجليزية)